# William S. Burroughs (1947–1981)
William Seward Burroughs III (IPA: [ˈbʌroʊz]) (Conroe, Texas,       1947. július 21. – DeLand, Florida, 1981. március 3.), amerikai regényíró, William S. Burroughs, Jr. és Billy Burroughs néven is ismert. Nevét apja William S. Burroughs II, a neves amerikai író és dédapja William Burroughs I, a Burroughs típusú számológép feltalálója után kapta. Három regényt írt, ebből kettő jelent meg: a Speed (1970) és a Kentucky Ham (1973). Harmadik műve, a Prakriti Junction, amit 1977-ben kezdett el írni, befejezetlen maradt. 1981-ben hunyt el, 33 évesen. Halálának oka: alkoholizmus és májelégtelenség. Billy Burroughs röviden feltűnik az apjáról szóló Burroughs című, 1983-as dokumentumfilmben. Ebben beszél gyerekkoráról, májproblémáiról és a családjával való kapcsolatáról. John Giorno, amerikai költő itt az „utolsó beatniknek” nevezi őt.

## Élete

### Gyerekkor
Burroughs Conroe-ban,Texas államban született, William S. Burroughs és Joan Vollmer gyermekeként. Anyja amfetamin-, apja heroinfüggő volt. Herbert Huncke a család barátja szerint, amikor Joan terhes volt, Houston-ba kellett utaznia, hogy Benzedrint vagyis inhalálható amfetamint szerezzen a nő számára.
1951. szeptember 6-án az apja egy részeg Tell Vilmos-játék közben véletlenül lelőtte feleségét, Mexikóvárosban. Második regényének, a Kentucky Ham-nek harmadik fejezetében számol be anyja halálának emlékéről, majd ezt követően az apjával való találkozásról, a mexikóvárosi börtönből való kiszabadulása után. Míg az apja Mexikóban maradt, Billy az apai nagyszüleihez került, Mortimer és Lara Lee Burroughs-hoz, St. Louis-ba, Missouri államba. Mikor Billy 10 éves volt áttelepültek Palm Beach egyik gazdag negyedébe, Florida államba. Bár Billy beszámolója szerint a nagyszülei kedvesek és szeretőek voltak, ahogy serdült egyre inkább eltávolodott tőlük.
Billy tizenhárom éves volt, amikor a nagyszülei megkérték apját, hogy vegye vissza a fiát. Így került a fiú Tanger-be, Marokkóba, ahol az apjával élt, megismerte a marihuánát, és számos kellemetlen tapasztalatot szerzett felnőtt férfiakkal kapcsolatban, akik megkísérelték megerőszakolni őt. Az apja beismerte, hogy a tanger-i látogatás egy elhibázott kísérlet volt kapcsolatuk helyrehozására. Miután Burroughs szeretője, Ian Sommerville meggyőzte William-et arról, hogy a fiának honvágya van, Billy visszakerült a nagyszüleihez Palm Beach-be.
Tizenöt éves korában akaratlanul nyakon lőtte a legjobb barátját egy puskával, csaknem halálos sebet ejtve rajta. Az eset után idegösszeroppanást kapott. A Kentucky Ham szerint Billy azt hitte, hogy megölte a barátját, ezért elfutott otthonról, és az egyik lány ismerőse családjának atombunkerében rejtőzött el. Gyilkosnak vélve magát, úgy tervezte, hogy Kaliforniába repül. Miközben a barátja életben maradt és a rendőrség a lövést nem minősítette szándékosnak. Az esetet Palm Beach előkelő köreiben nem hallgatták el, ennek következtében az anya halálának körülményei is felelevenedtek a köztudatban. Billy-t egy Saint Louis-i elmegyógyintézetbe küldték, ahonnan hamarosan visszakerült nagyszüleihez. A sok nehézség ellenére visszatért a Palm Beach-i magániskolába és az osztályával együtt tette le az érettségi vizsgát.

### Drogfüggősége
Billy egyre kevesebb időt töltött a nagyszülei felügyelete alatt, és egyre többet a helyi hatóságok törvényein kívül. Amfetaminfüggő lett és, hogy hozzájusson a droghoz orvosi recepttömböket lopott a rendelőkből, majd aláhamísotta őket. Akárcsak az apját, őt is hamar lecsukták. Ám az apjával ellentétben ő még kiskorú volt a tette elkövetésekor. Második regénye, a Kentucky Ham azzal kezdődik, hogy négy év felfüggesztett börtönbüntetést kapott, és egy beutalót a Kentucky Szövetségi Drogelvonó Farmra, Lexington-ba. Ez az intézmény egyike volt annak a kettő 1935-től 1973-ig működő Egyesült Államok-beli szövetségi börtönkórháznak, ahol drogtörvényeket áthágó elítélteket kezeltek.
A kezelés során Billy megszabadult amfetaminfüggőségétől, majd 1968-ban, szabadulása után a George von Hilsheimer tiszteletes által vezetett magánintézményben, a floridai Orange City-ben lévő Green Valley School-ban keresett menedéket. A Green Valley School-ban találkozott Billy a feleségével, az előkelő zsidó családból származó, tizenhét éves lánnyal, Karen Perry-vel, a georgia-i Savannah-ból. 1969-ben összeházasodtak és Savannah-ban telepedtek le, ahol Karen pincérnőként dolgozott, Billy pedig írni kezdett.

### Alkoholizmusa
A házasság 1974-ben felbomlott, amikor Karen elhagyta Billy-t annak idült alkoholizmusa miatt. Ugyan a regényeit kiadták, Billy egyre jobban elidegenedett családjától és barátaitól, néha hosszú időre eltűnt, és senki sem tudta hol van. Egyik ilyen eltűnése után teljesen elhanyagolt állapotban jelent meg a  colorado-beli Boulder-ben, Allen Ginsberg buddhista menedékhelyén a Jack Kerouac School-ban, hogy meglátogassa apját.
1976-ban, mikor az apjával és Ginsberg-gel vacsorázott, vért kezdett hányni. Miután a vérzés nem állt el, a Colorado-i Közkórházba vitték, ahol kiderült, hogy májzsugora van. Kétség nem fér hozzá, ha valahol másutt van éppen és nem Colorado-ban, meghal. A kórház ugyanis akkoriban egyike volt azon két intézménynek, amelyekben májátültetést végeztek. A helyi specialista, Dr. Thomas Starzl addig több mint száz ilyen transzplantációt végzett, harminc százaléknál alacsonyabb túlélési aránnyal. Habár számos komplikáció lépett fel, a műtét sikeres volt. Billy sokat köszönhetett Starzl-nek. De sajnos ő nem törődött a második eséllyel. A nyilvánvaló kockázatok ellenére folytatta az ivást. Sok ismerőse, köztük Allen Ginsberg próbálta őt lebeszélni az ivásról, sikertelenül.
Végül Billy egyre ellenségesebb viszonyba került apjával. Megjelentetett egy átkozódó cikket az Esquire-ban, ami arról szólt, hogyan tette tönkre az apja az életét. Apa és fia végérvényesen eltávolodtak egymástól.

### Halála
1981-ben, Billy abbahagyta a máj kilökődését gátló gyógyszerek szedését. Majd visszatért Floridába, hogy felvegye a kapcsolatot a Green Valley School alapítójával. Nem sokkal később Billy-t kihűlve, részegen és kimerülten találták meg egy árokban a florida-i DeLand-ben található főút mellett, március 2-án. Egy járókelő vitte el a közeli kórházba, ahol másnap reggel 6 óra 35 perckor meghalt akut gyomorvérzésben, melynek oka a májzsugor volt. 33 éves volt. Billy-t elhamvasztották, és hamvait a colorado-beli Boulder temetőjében helyezték el.

## Írói stílusa
William S. Burroughs, Jr. három önéletrajzi regényt írt, melyek közül egy nem jelent meg. A Green Valley School-ban kezdett el verseket írni 1968-ban, huszonegy éves korában, és 1970-ben fejezte be első regényét, a Speed-et. Ígéretes regényíróként kezdte, és művei iránt volt is érdeklődés, azok Beat-es beütése miatt. Könyvei bemutatják tinédzserkori szökéseit, és utazásait az 1960-as évek elején. Mind stílusában, mind tartalmában sokban hasonlítanak Jack Kerouac Úton és apja A narkós című regényéhez. A barátai, a droggal kapcsolatos élményei, és a társadalomról szóló eszmefutattásai mindegyik regényét érdekessé teszik, még ha azok stílusa néha csiszolatlan is. Művei magyarul eddig még nem jelentek meg.

## Regényei
- Speed (1970)
- Kentucky Ham (1973)
- Prakriti Junction (1977-78, kiadatlan)